# マリア・セヴェーラ
マリア・セヴェーラ（Maria Severa Onofriana、または　「A Severa」、1820年7月26日 - 1846年11月30日）はポルトガルの歌手である。その悲劇的な生涯が、小説や劇に取り上げられ、ポルトガルの民族歌謡、「ファド」の「伝説的な歌手」となった。

## 概要
リスボンの漁師たちの家族の住む地区の宿屋の娘に生まれた。長身で優雅な容姿であったとされ、居酒屋でポルトガルのギターを弾きながら歌い、時には売春の客を取って生計を立てていた。
セヴェーラの人生を題材にした物語では、ヴィミオーソ伯爵との悲恋が脚色された。26歳の若さで1846年に結核で亡くなったとされるが、自殺したとする説もある。 リスボンのAlto de São João Cemeteryに埋葬された。
マリア・セヴェーラの生涯に着想を得て、ポルトガルの作家、ジュリオ・ダンタス(Júlio Dantas: 1876–1962)が1900年に小説「ア・セヴェーラ(A Severa)」を書き、1901年に戯曲にされ上演され好評を得た。オペレッタなどで上演された後、1931年にはレイタォン・ド・バーロシュ(Leitão de Barros: 1896-1967)が監督をして映画、「A Severa」が制作された。